# Аничков лицей
Ани́чков лице́й (ГБНОУ «СПб ГДТЮ») — государственная общеобразовательная школа для учеников, имеющих склонность к научной деятельности, находящаяся в Санкт-Петербурге, Россия. Структурное подразделение государственного образовательного учреждения «Санкт-Петербургский городской Дворец творчества юных». Лицей расположен в Сервизном корпусе Аничкова дворца.

## История
Школа была открыта в 1989 году как подразделение Ленинградского дворца пионеров. Сначала она существовала в виде экспериментальных классов при 209-й гимназии, а в 1991 году стала образовательным учреждением и вошла в состав Санкт-Петербургского городского дворца творчества юных. У истоков этого педагогического эксперимента стояли Галина Михайловна Чернякова, Владимир Николаевич Киселёв, Ирина Александровна Борисова и группа ведущих ученых Ленинграда.
Первым директором экспериментального класса на базе 209-й гимназии стала Галина Георгиевна Бажутина, а научным руководителем — Валерий Филиппович Жуковский.
С 1995 года в Аничков лицей проводился набор не только в 10-й, но и в 9-й класс.
С 2006 года проводился набор в 8-й класс.
С 2007 года набор в 9-й класс был закрыт, набирался один 8-й и один 10-й класс.
С 2014 года производился набор в два 8-х и один 10-й класс.
С 2023 года производится набор в три 8-х и два 10-х класса.
Лаборатория непрерывного математического образования
В 1992—1999 годах на базе лицея работала Лаборатория непрерывного математического образования — экспериментальная образовательная площадка под руководством Ильи Александровича Чистякова.

## Обучение
Школа имеет статус лицея, поэтому в ней на 2 часа больше химии и физики, а все предметы преподаются по учебникам физматшкол. Ученики лицея получают академическое образование. В школе ведется обучение с 8 по 11 класс.
Множество учителей и педагогов дополнительного образования являются выпускниками Аничкова лицея.
Поступление
Весной каждого года производится набор учащихся в 8-й и 10-й классы. Для поступления необходимо выдержать вступительные испытания. Конкурс составляет от 6 до 9 человек на место.
Элективные курсы и семинары
Помимо базового курса школьной программы, учащиеся лицея имеют возможность более детально изучать тот или иной предмет в рамках системы обязательных элективных курсов и необязательных спецкурсов.
Конференция
Частью обучения в Аничковом лицее является подготовка лицеистов к самостоятельной научной деятельности. В феврале в школе проходит ежегодная открытая научно-исследовательская конференция Аничкова лицея, в которой принимают участие ученики лицея, а также старшеклассники из других школ Санкт-Петербурга, Ленинградской области и Москвы. Тезисы лучших работ публикуются в «Аничковском вестнике».
 Секции конференции:
- Секция математики,
- Секция физики,
- Секция истории,
- Секция лингвистики,
- Секция психологии,
- Секция биологии,
- Секция литературоведения,
- Секция химии,
- Секция информатики.

В 2008 году традиционная конференция была проведена в рамках Петербургской открытой научно-практической конференции старшеклассников «Будущее сильной России — в высоких технологиях». В 2011 году конференция впервые была проведена совместно с Ассамблеей.
Ассамблея
Итогом профильной подготовки в 10 классе становится написание и защита реферативной работы на ежегодной ассамблее Аничкова лицея. На ассамблею представляются работы культурологического плана, связанные с одной общей темой, выбираемой педагогическим коллективом в начале учебного года.